# Stadion Otoka
Stadion Otoka je nogometni stadion u Sarajevu, Bosna i Hercegovina. Nalazi se u sarajevskom naselju Otoka, uz rijeku Miljacku. Na njemu je svoje domaće utakmice igrao do ulaska u Premijerligu FK Olimpik Sarajevo. Trenutačni kapacitet stadiona je 5000 mjesta.

## Izgradnja
Stadion Otoka je izgrađen 1993. godine, za vrijeme rata u BiH. Tada je Sarajevo bilo pod opsadom. No, unatoč tome, stadion se gradio. Gradio se za potrebe FK Olimpik. Cilj gradnje stadiona bio je promovirati sport, posebno nogomet, jer u to vrijeme, u naselju Otoka nije bilo sportskih klubova.

## Rekonstrukcija
U tijeku je velika obnova i rekonstrukcija ovoga stadiona. Završetak obnove očekuje se početkom 2010. godine. FK Olimpik nije dobio licencu za ovaj stadion, pa dok se on obnavlja igraju na stadionu Grbavica.
Obnova uključuje natkrivanje sadašnje zapadne tribine, a grade se i tri potpuno nove, natkrivene tribine. Sa sadašnjih 5.000 mjesta, kapacitet stadiona Otoka bit će povećan na 9000 mjesta. Također će se postaviti i umjetna trava. 